# Carlos Andrés Quiñónez
Carlos Andrés Quiñónez (Muisne, Provincia de Esmeraldas, Ecuador, 18 de agosto de 1980) es un exfutbolista ecuatoriano. Su posición era de lateral derecho y jugó toda su carrera como futbolista profesional en el Club Sport Emelec de la Serie A de Ecuador.

## Trayectoria
Carlos Andrés Quiñónez dio sus primeros pasos como futbolista juvenil en el Brasilia de Quinindé, en su tierra natal de Esmeraldas. Siendo un jugador joven tuvo una experiencia en Europa, al hacer una pasantía en el Ajax de Holanda.
Llegó a Emelec en 1999, ese año jugó algunos partidos en la sub-18, al año siguiente debutó en Primera División. Fue campeón de Ecuador los años 2001 y 2002, jugando en Emelec hasta 2012 siendo el único club de primera división en el que militó.

## Selección nacional
Carlos Quiñonez fue convocado a la Selección de fútbol de Ecuador.

## Clubes
| Club   | País    | Año       |
| ------ | ------- | --------- |
| Emelec | Ecuador | 2000-2012 |

## Palmarés

### Campeonatos nacionales
| Título                     | Club   | País    | Año  |
| -------------------------- | ------ | ------- | ---- |
| Campeón Serie A de Ecuador | Emelec | Ecuador | 2001 |
| Campeón Serie A de Ecuador | Emelec | Ecuador | 2002 |

### Campeonatos internacionales amistosos
| Título            | Club   | País    | Año  |
| ----------------- | ------ | ------- | ---- |
| Copa del Pacífico | Emelec | Ecuador | 2010 |

### Distinciones individuales
| Distinción               | Club   | País    | Año       |
| ------------------------ | ------ | ------- | --------- |
| Premio jugador Fair Play | Emelec | Ecuador | 2009      |
| One Club Man             | Emelec | Ecuador | 1999-2012 |